# Asesinato de Pedro Álvarez
El asesinato de Pedro Álvarez se produjo la noche del 15 de diciembre de 1992 en la Avenida de Cataluña de Hospitalet de Llobregat (Barcelona).

## Cronología

### Los hechos
Pedro Álvarez, de 20 años, estaba acompañando a su pareja Yolanda a su casa cuando, justo antes de despedirse de ella, un coche estuvo a punto de atropellarla. Este hecho desató una discusión en la que el conductor terminó disparando tres tiros en la cabeza a Pedro, que ingresó, ya fallecido, en el Hospital de Bellvitge.

### Detenciones e investigación policial
Días después, fue detenido un miembro de la Policía Nacional, José Manuel Segovia Fernández, como presunto autor de los hechos, pero fue exculpado por falta de «pruebas concluyentes», a pesar de que fue identificado en una rueda de reconocimiento y de que algunos testigos recordaban dos dígitos que se correspondían con los de la matrícula de su coche.

### Causa judicial
El caso recibió un amplio apoyo de un amplio movimiento social y miles de personas participaron en manifestaciones para pedir justicia. Su padre, Juan José Álvarez, protagonizó una huelga de hambre y varias recogidas de firmas para que el caso se reabra. En 1995, el caso fue archivado, si bien fue posteriormente reabierto y archivado de forma definitiva por la Audiencia Nacional en el año 2000. Finalmente, el caso prescribió en octubre de 2020.

### Repercusión mediática
En 2020 se estrenó la película documental Nosaltres no oblidem (en español, Nosotros no olvidamos), una producción de la Associació Col·lectiva Audiovisual per a la Transformación Social (ACATS), que cuenta la lucha de la familia Álvarez y de la plataforma que les dio apoyo para exigir la resolución del crimen. El equipo del documental recopiló un total de 700 horas de grabaciones, registradas durante catorce meses entre 2018 y 2020.